# 收入
收入（英文：income），或稱所得，是指某一個體，包括個人或者企业在销售商品、提供劳务及转让资产使用权等日常活动中所形成的经济利益的总流入，通常包括商品或劳务的销售收入、利息收入、使用费收入、股利收入等。
营业收入獨指商業公司因提供產品或服務而獲得之收入。營業額減去支出就是利潤。

## 特征
- 收入一般在日常的商业活动中产生。
- 其可能表现为资产的增加或负债的减少，或两者兼而有之。
- 在会计中可能会引起業主权益的增加。
- 收入只包括本企业经济利益的流入，所以不应该包括为第三方或客户代收的款项。